# سوپرمن: دومزدی
سوپرمن: دومزدی یا سوپرمن : روز رستاخیز (انگلیسی: Superman: Doomsday) یک فیلم پویانمایی در سبک اکشن، علمی–تخیلی، ماجراجویی، و درام به کارگردانی بروس تیم و لورن مونتگومری است که در سال ۲۰۰۷ منتشر شد. از بازیگران آن می‌توان به آدام بالدوین، آن هیش، و جیمز مارسترز اشاره کرد. 

## خلاصه داستان
سوپرمن قهرمان شهر متروپلیس است و برای مردم یک اسطوره است . همچنین پس از آشنایی اش با لوئیس لین نامزد وی شده است . اوضاع روبه سامان بود تا اینکه شرکت لکس لوتر به صورت تصادفی موجودی وحشتناک از سیاره کریپتون که در اعماق زمین بود را آزاد کرده و این وظیفه قهرمان شهر است که آن را متوقف کند . این موجود که دومزدی (کمیک) نام دارد وحشت را به دل مردم شهر می اندازد . سوپرمن و دومزدی (کمیک) مبارزه ای وحشتناک به عمل می آورند . وقتی که سوپرمن می فهمد که هیچ راهی برای متوقف کردن او نیست تصمیم می گیرد با تمام قدرتش او را از کره ی زمین به بیرون برده و با فشار آن را به پایین پرتاب می کند . این عمل باعث نابودی دومزدی (کمیک) می شود اما در عملی غم انگیز سوپرمن نیز جلوی تمامی مردم جان می دهد . دنیای بدون وی بسیار خطری است تا زمانی که یکی از دشمنان او یعنی Toyman به لوئیس لین حمله می کند و ناگهان سر و کله اش پیدا می شود . مردم می فهمند که او زنده است و به شهر برگشته و این شکستی بزرگ برای لکس لوتر بود . بنابراین سعی می کند ایندفعه شخصاً او را با دستکش های کریپتونیت بکشد و موفق می شود . دوباره مردم در سایه ی مرگ قهرمانشان به سر می برند . تا اینکه لکس لوتر با استفاده از علم شیمی موجودی که از کلون ساخته شده را به وجود می آورد و آن را دقیقاً مثل سوپرمن درست می کند . اما شرارت های ناگهانی آن باعث شد که یکی از ربات های وفادار سوپرمن جنازه آن را با استفاده از امکانات سیاره اشان به انسانی دوباره تبدیل می کند که با آن سوپرمن کلون را شکست داده و دوباره به عنوان سوپرمن وارد شهر شده و از شهر مراقب می کند .

## کوتاه شده
کوتاه شده ی این انیمیشن در سال های 2018 به نام مرگ سوپرمن و 2019 به نام سلطنت سوپرمن در سینما های آمریکا اکران شده است .